# 鹿児島県道373号荘上鯖淵線
鹿児島県道373号荘上鯖淵線（かごしまけんどう373ごう しょうかみさばぶちせん）は、鹿児島県出水市を通る一般県道である。

## 概要

### 路線データ
- 起点：鹿児島県出水市高尾野町上水流（上水流交差点、鹿児島県道374号出水高尾野線交点）[要検証 – ノート]
- 終点：鹿児島県出水市上鯖淵（広瀬橋北口交差点、国道447号交点）[要検証 – ノート]

## 地理

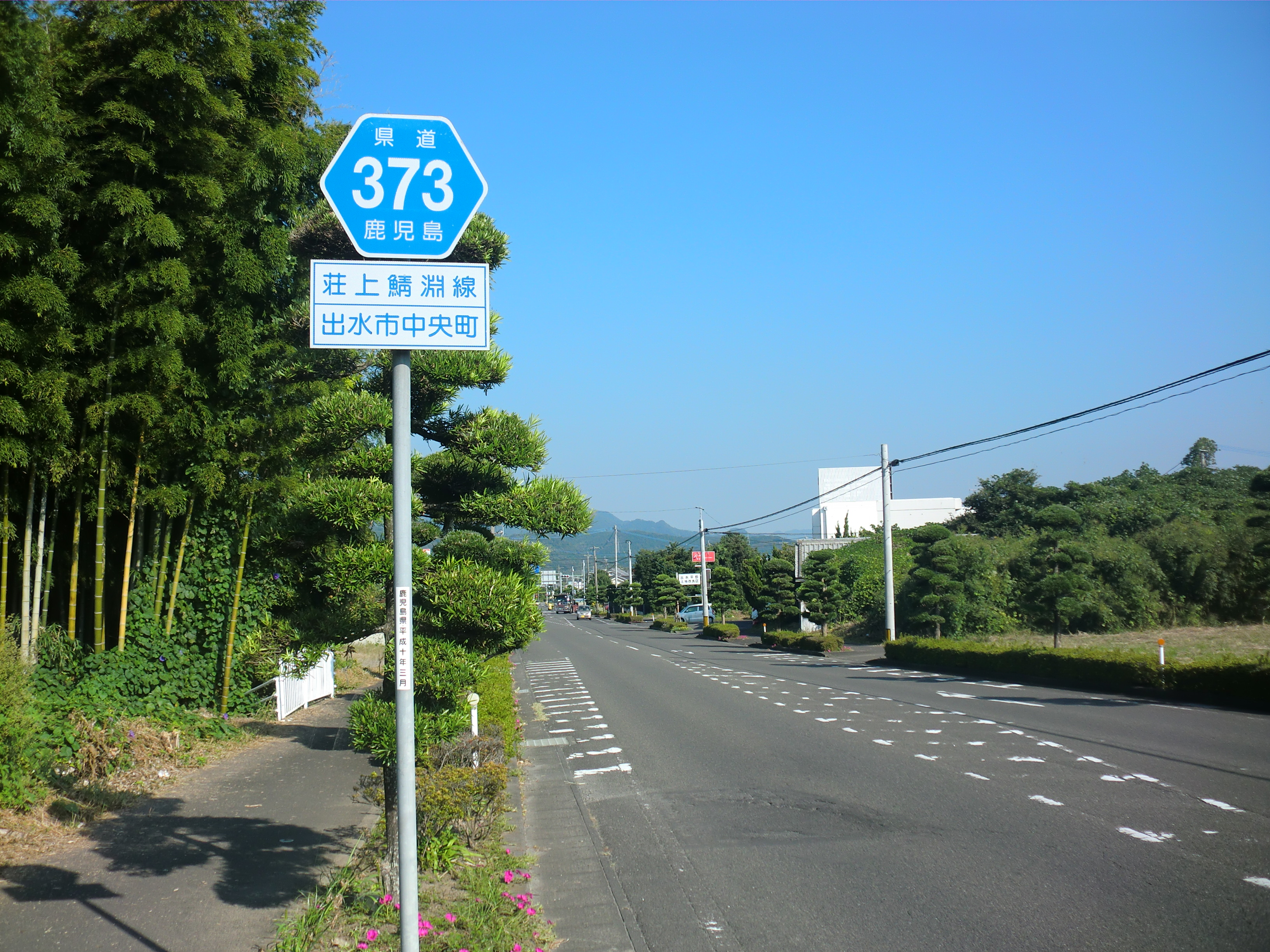
出水市中央町

### 通過する自治体
- 出水市

### 交差する道路
| 交差する道路                | 交差する場所           | 交差する場所            |
| --------------------------- | ---------------------- | ----------------------- |
| 鹿児島県道374号出水高尾野線 | 高尾野町上水流（ずる） | 上水流交差点 / 起点     |
| 国道328号                   | 中央町                 |                         |
| 鹿児島県道372号沖田新蔵線   | 中央町                 | 上知識交差点            |
| 鹿児島県道374号出水高尾野線 | 本町                   | 諏訪神社前交差点        |
| 国道447号                   | 上鯖淵                 | 広瀬橋北口交差点 / 起点 |

### 交差する鉄道
- 肥薩おれんじ鉄道線

### 沿線
- 出水市立出水中学校